# محيي الدين اللباد
محيي الدين اللباد (25 مارس 1940 - 4 سبتمبر 2010)، رسام وفنان تشكيلي مصري. ولداه مصطفى اللباد خبير الشؤون الإيرانية والتركية والفنان أحمد اللباد.
ولد في 25 مارس 1940 وهو رسام مصري وفنان تشكيلي متخصص بالجرافيك، درس التصوير الزيتي في كلية الفنون الجميلة بالقاهرة 1957- 1962، وعمل بعد تخرجه رساما للكاريكاتير بالصحافة المصرية والعربية، وكان قبلها وأثناء دراسته قد عمل كرسام بمجلة «سندباد» للأطفال، ورساماً ومؤلفاً لكتب الأطفال في «دار المعارف»، وأصدر أوائل كتبه للأطفال منها عام 1961، كما عمل عبر مسيرة حياته كرسام ومصمم للصحف والمجلات والكتب والمطبوعات الثقافية للصغار وللكبار في مصر والبلاد العربية وأوروبا، وساهم في تأسيس عددا من المجلات المتخصصة ودور النشر. كـ «دار الفتى العربي» عام 1974. كما أسس «الورشة التجريبية العربية لكتب الأطفال»، و«المركز الجرافيكي العربي» عام 1976.
صدر له عدد من الكتب في مصر وبلاد عربية أخرى، نالت عدداً من الجوائز المحلية والعربية والدولية، ونشر بعضها مترجماً بعدة لغات أجنبية، كما قدم سلسلة من الكتب التي قام بتأليفها وتصميمها لفئة الفتيات والفتيان «المراهقون فوق سن الحادية عشر». كما شارك كعضو لجنة تحكيم في عدد من المسابقات المحلية والدولية.

## من كتبه
- «مائة رسم وأكتر» وهو لمجموعة من رسومه الكاريكاتيرية، (عن دار المستقبل العربي).
- «ألبوم: نَظَر (4 أجزاء)» من العربي للنشر والتوزيع (ثم طبعت الألبومات الأربعة مجمعة في كتاب واحد ونشرته الهيئة المصرية العامة للكتاب.
- كتب «حواديت الخطاطين»، و«ملاحظات»، و«حكاية الكتاب» و«لغة بدون كلمات» و«تي شيرت»، وكلهم نشروا بدار الشروق.
- «كشكول الرسام» الذي نشرت طبعت الأولى دار الفتى العربي، ثم الآن تنشر طبعاته المتتالية دار الشروق، وهو الكتاب الذي حاز جائزة التفاحة الذهبية ببينالي براتسلافا 1989، وجائزة الأكتوجون الفرنسية 1994، وصدرت منه طبعات باللغات الفرنسية والألمانية والهولندية، وهو عبارة عن بعض ذكريات بصرية من طفولة الرسام بوجهها إلى الكبار، وبعض اكتشافاته عندما كبر وصار رساماً محترفاً وصانعاً للكتب، يعود فيوجهها للصغار.[1]